# Cumberland (Columbia Britannica)
Cumberland è un comune incorporato situato nella Comox Valley sull'isola di Vancouver nella Columbia Britannica, Canada.